# Élections régionales de 1998 en Basse-Saxe
Les élections régionales de 1998 en Basse-Saxe (en allemand : Landtagswahl im Niedersachsen 1998) se tiennent le 1er mars 1998, afin d'élire les 155 députés de la 14e législature du Landtag, pour un mandat de cinq ans. Du fait de la loi électorale, 157 députés sont élus.
Le scrutin est marqué par une nouvelle victoire du SPD du ministre-président Gerhard Schröder, qui améliore sa majorité absolue en sièges.

## Mode de scrutin
Le Landtag est constitué de 155 députés (en allemand : Mitglied des Landtags, MdL), élus pour une législature de cinq ans au suffrage universel direct et suivant le scrutin proportionnel d'Hondt.
Chaque électeur dispose de deux voix : la première lui permet de voter pour un candidat de sa circonscription, selon les modalités du scrutin uninominal majoritaire à un tour, le Land comptant un total de 100 circonscriptions ; la seconde voix lui permet de voter en faveur d'une liste de candidats présentée par un parti au niveau du Land.
Lors du dépouillement, l'intégralité des 155 sièges est répartie en fonction des secondes voix récoltées, à condition qu'un parti ait remporté 5 % des voix au niveau du Land. Si un parti a remporté des mandats au scrutin uninominal, ses sièges sont d'abord pourvus par ceux-ci.
Dans le cas où un parti obtient plus de mandats au scrutin uninominal que la proportionnelle ne lui en attribue, la taille du Landtag est augmentée jusqu'à rétablir la proportionnalité.

## Campagne

### Principaux partis
| Parti | Parti                                                                              | Chef de file                          | Résultat en 1994           |
| ----- | ---------------------------------------------------------------------------------- | ------------------------------------- | -------------------------- |
|       | Parti social-démocrate d'Allemagne Sozialdemokratische Partei Deutschlands         | Gerhard Schröder (Ministre-président) | 44,3 % des voix 81 députés |
|       | Union chrétienne-démocrate d'Allemagne Christlich Demokratische Union Deutschlands | Christian Wulff                       | 36,4 % des voix 67 députés |
|       | Alliance 90 / Les Verts Bündnis 90/Die Grünen                                      | Rebecca Harms                         | 7,4 % des voix 13 députés  |

## Résultats

### Voix et sièges
| Partis                            | Partis                                            | Partis                                            | Circonscriptions | Circonscriptions | Circonscriptions | Circonscriptions | Sièges proportionnels | Sièges proportionnels | Sièges proportionnels | Total des sièges | Total des sièges |
| Partis                            | Partis                                            | Partis                                            | Votes            | %                | Sièges           | +/−              | Votes                 | %                     | Sièges                | Total            | +/−              |
| --------------------------------- | ------------------------------------------------- | ------------------------------------------------- | ---------------- | ---------------- | ---------------- | ---------------- | --------------------- | --------------------- | --------------------- | ---------------- | ---------------- |
|                                   | Parti social-démocrate d'Allemagne (SPD)          | Parti social-démocrate d'Allemagne (SPD)          | 2 090 805        | 48,66            | 83               | 2                | 2 068 477             | 47,94                 | 0                     | 83               | 2                |
|                                   | Union chrétienne-démocrate d'Allemagne (CDU)      | Union chrétienne-démocrate d'Allemagne (CDU)      | 1 647 814        | 38,35            | 17               | 2                | 1 549 227             | 35,90                 | 45                    | 62               | 5                |
|                                   | Alliance 90 / Les Verts (Grünen)                  | Alliance 90 / Les Verts (Grünen)                  | 310 204          | 7,22             | 0                | en stagnation    | 304 193               | 7,05                  | 12                    | 12               | 1                |
|                                   | Parti libéral-démocrate (FDP)                     | Parti libéral-démocrate (FDP)                     | 143 702          | 3,34             | 0                | en stagnation    | 209 610               | 4,86                  | 0                     | 0                | en stagnation    |
|                                   | Les Républicains (REP)                            | Les Républicains (REP)                            | 41 557           | 0,97             | 0                | en stagnation    | 118 975               | 2,76                  | 0                     | 0                | en stagnation    |
|                                   | Parti des indépendants (STATT)                    | Parti des indépendants (STATT)                    | 29 727           | 0,69             | 0                | en stagnation    | 30 224                | 0,70                  | 0                     | 0                | en stagnation    |
|                                   | Parti communiste allemand (DKP)                   | Parti communiste allemand (DKP)                   | 1 331            | 0,03             | 0                | Nv.              | 8 597                 | 0,20                  | 0                     | 0                | Nv.              |
|                                   | Parti des chrétiens respectueux de la Bible (PBC) | Parti des chrétiens respectueux de la Bible (PBC) | 2 724            | 0,06             | 0                | en stagnation    | 7 984                 | 0,18                  | 0                     | 0                | en stagnation    |
|                                   | Autres                                            | Autres                                            | 28 728           | 0,67             | 0                | en stagnation    | 17 645                | 0,41                  | 0                     | 0                | en stagnation    |
|                                   |                                                   |                                                   |                  |                  |                  |                  |                       |                       |                       |                  |                  |
| Votes valides                     | Votes valides                                     | Votes valides                                     | 4 296 592        | 98,17            |                  |                  | 4 314 932             | 98,59                 |                       |                  |                  |
| Votes blancs et nuls              | Votes blancs et nuls                              | Votes blancs et nuls                              | 80 051           | 1,83             | 61 711           | 1,41             |                       |                       |                       |                  |                  |
| Total                             | Total                                             | Total                                             | 4 376 643        | 100              | 100              | -                | 4 376 643             | 100                   | 57                    | 157              | 4                |
| Abstentions                       | Abstentions                                       | Abstentions                                       | 1 552 966        | 16,19            |                  |                  | 1 552 966             | 16,19                 |                       |                  |                  |
| Nombre d'inscrits / participation | Nombre d'inscrits / participation                 | Nombre d'inscrits / participation                 | 5 929 342        | 73,81            | 5 929 342        | 73,81            |                       |                       |                       |                  |                  |